# Pseudhisychius
Pseudhisychius is een geslacht van rechtvleugeligen uit de familie Romaleidae. De wetenschappelijke naam van dit geslacht is voor het eerst geldig gepubliceerd in 1979 door Descamps.

## Soorten
Het geslacht Pseudhisychius omvat de volgende soorten:
- Pseudhisychius brasiliensis Bruner, 1911
- Pseudhisychius carbonelli Descamps, 1979
- Pseudhisychius jutai Descamps, 1979
- Pseudhisychius nigroornatus Amédégnato & Poulain, 1986
- Pseudhisychius perlatus Descamps, 1979